# Guillaume Dupuytren
Guillaume Dupuytren o Baró Dupuytren (Pierre-Buffière, 5 d'octubre de 1777 - París, 8 de febrer de 1835) fou un anatomista i cirurgià francès.
Quan fou proclamada la Primera República Francesa volgué unir-se a l'exèrcit de la Convenció, en lluita contra contra les forces contrarevolucionàries estrangeres. El seu pare, però, decidí que fos cirurgià i no militar. Estudià a l'Ecole Medico-Chirurgicale de Llemotges i a l'hospital La Charité de París, on aconseguí una plaça de prosector anatòmic amb només divuit anys. Publicà la seva tesi doctoral l'any 1803, titulada Propositions sur quelques points d'anatomie, de physiologie, et d'anatomie pathologique. Fou el primer cirurgià que aconseguí extirpar un tumor del maxil·lar inferior, fixar les fractures mandibulars amb lligadures metàl·liques, drenar reeixidament un abscés cerebral i també el primer a descriure clarament la patologia de les fractures de l'os zigomàtic i de la dislocació congènita del maluc en l'article Memoire sur un deplacement original ou congenital de la tete des femurs (1832). Corregí la classificació gradual de les cremades i el mètode usat llavors per tractar el càncer de recte, ideà la cirurgia per al càncer cervical i la creació d'un anus artificial, prenent com a base els antecedents que havien establert l'anatomista John Hunter i el seu destacat deixeble Astley Cooper (1768-1841). Fou pioner en la cirurgia experimental, la classificació de les causes de mort intraoperatòria, la identificació de les línies de tensió de la pell i en el perfeccionament de la litotomia per la litiasi vesical, el tema de la seva dissertació per accedir a la càtedra de cirurgia de la Facultat de Medicina de la Universitat de París (1812). El 1820 donà assistència, sense èxit, a l'apunyalat Carles Ferran de França. Escrigué un tractat sobre les ferides de guerra, basat en les seves experiències professionals durant la Revolució de juliol. Escollit membre de l'Acadèmia Francesa de les Ciències el 1825. L'any 1833 fou publicat el llibre Leçons orales de clinique chirurgicale, amb una secció dedicada als quists maxil·lars. A més dels seus treballs quirúrgics s'interessà per les malalties infeccioses, en especial per la ràbia i la manera de tractar-la. Abans de l'era de Pasteur i l'establiment de la teoria dels gèrmens, Dupuytren copsà el risc de la infecció nosocomial, establint regles d'higiene molt estrictes en tots els actes assistencials. És més conegut pels seus procediments quirúrgics per alleujar l'anomenada contractura de Dupuytren, en la qual una fibrosi al palmell de la mà causa la retracció permanent d'un o diversos dits, fet que de vegades deixa l'extremitat incapacitada. El 1831 demostrà, a París, tot analitzant els símptomes d'un cas, que ni els tendons ni la pell eren l'origen d'aquest trastorn de l'aponeurosi palmar i les seves prolongacions digitals. Fou membre de la lògia maçònica Sainte Caroline del Grand Orient de France, l'any 1807, proposat per Stendhal. Titular de la càtedra d'Anatomia i cap de Cirurgia de l'Hôtel-Dieu de París durant vint anys (1815-1835), Lluís XVIII li va atorgar el títol de baró el 17 de novembre de 1821. Fou l'impulsor d'una escola quirúrgica fonamentada en l'estudi comparat de la fisiologia amb l'anatomia normal i l'anatomia patològica. Les seves classes eren brillants i arribaren a aplegar més de cinc-cents alumnes d'arreu del món. Home de fortes conviccions i tracte difícil, encara que solia ser empàtic amb els pacients més desfavorits, el seu col·lega Jacques Lisfranc (1787-1847) titllat per Dupuytren de cirurgià incendiari mediocre i sorollós, l'anomenà 'El bergant de l'Hôtel-Dieu'. Balzac s'inspirà en Dupuytren a l'hora de crear un dels personatges més singulars de La Comédie humaine, el doctor Desplein. Reticent a fer literatura mèdica, mai no edità ni un sol llibre d'articles seus, però alguns deixebles de A. Paillard et Marx recolliren i publicaren les famoses leçons orales entre 1830 i 1834. L'any 1833, de camí a la seva feina patí un accident vascular cerebral que li provocà paràlisi facial i problemes per parlar. Dos anys després morí d'una pleuresia tuberculosa. Ja molt afeblit, mentre altres metges avaluaven la possibilitat de drenar aquesta lesió pulmonar, Dupuytren els digué que era «millor morir d'una malaltia que d'una operació». Està enterrat al cementiri del Père-Lachaise. Llegà una part (200.000 francs) de la seva gran fortuna per a la creació d'una càtedra d'Anatomia patològica a París, de la qual Jean Cruveilhier (1791-1874), autor de Vie de Dupuytren (1840) i Anatomie pathologique du corps humain (1842) fou el primer titular i d'un museu a l'antic convent dels Cordeliers amb una gran quantitat de peces òssies, models anatòmics en cera, instruments científics i espècimens preservats en líquid. Instituït per Mateu Orfila el 1835 i traslladat diverses vegades, avui dia forma part de les col·leccions mèdiques de la Universitat Sorbona. Dos hospitals del Centre hospitalier universitaire de Llemotges porten el seu nom.